# Amdahl Corporation
Amdahl Corporation was een Amerikaans computerbedrijf dat zich specialiseerde in IBM-mainframe-compatibele computerproducten, waarvan sommige werden beschouwd als supercomputers die concurreerden met die van Cray Research. Het bedrijf werd in 1970 opgericht door Gene Amdahl, een voormalige IBM-computeringenieur die vooral bekend staat als hoofdarchitect van System/360. Amdahl was gevestigd in Sunnyvale (Californië).

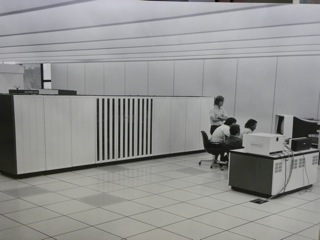
Amdahl 470V/6

Vanaf de eerste machine in 1975, de Amdahl 470V/6, was het doel van Amdahl om mainframecomputers te leveren die plug-compatibel waren met de toenmalige IBM-mainframes, maar een hogere betrouwbaarheid boden, iets sneller werkten en iets minder kostten. Ze hadden vaak ook extra praktische voordelen, in termen van grootte en stroomvereisten, omdat ze luchtgekoeld waren in plaats van dat ze een gekoelde watertoevoer nodig hadden. Dit bood een prijs-prestatieverhouding die superieur was aan die van IBM en maakte Amdahl tot een van de weinige echte concurrenten van IBM in een computermarktsegment met zeer hoge marges. Op het toppunt van zijn succes had Amdahl 24% van de mainframemarkt in handen.
Toen de mainframemarkt eind jaren tachtig begon te veranderen, begon Amdahl steeds meer te diversifiëren en werd het een belangrijke leverancier van UNIX-software en -servers, opslagsystemen, datacommunicatieproducten, software voor applicatieontwikkeling en een verscheidenheid aan educatieve en adviesdiensten.
Sinds 1997 is Amdahl een volledige dochteronderneming van Fujitsu.